# 마포공동체라디오
사단법인 마포공동체라디오는 대한민국의 공동체 라디오(소출력FM 라디오) 방송국이다. 애칭은 마포FM이다.

## 방송국개요
- 주파수와 출력: FM 100.7㎒, 1W
- 방송 시간: 아침 6시부터 다음날 새벽 1시까지 19시간 방송
- 연주소: 서울특별시 마포구 성미산로 88
- 송신소: 서울특별시 마포구 서강로9길 45 (태영데시앙아파트)

### 로고송
- 마포FM~ 좋아요 좋으도 없는 내 친구~[1]

## 연혁
- 2004년 7월 <마포지역공동체라디오 추진 위원회>설립. 총 22개 단체 및 기관참여
- 2005년 2월 사단법인 마포공동체라디오 법인 설립.
- 2005년 4월 스튜디오 공사 완료,개소식 행사.
- 2005년 6월 주파수 100.7MHz 배정
- 2005년 7월 시험방송 송출
- 2005년 9월 26일 방송국 개국
- 2009년 8월 정식사업자 허가

## 참고자료
- 마포공동체라디오 연혁